# Yoshio Furukawa
Yoshio Furukawa (Osaka, 5. srpnja 1934.) japanski je nogometaš.

## Klupska karijera
Igrao je za Dunlop Japan.

## Reprezentativna karijera
Za japansku reprezentaciju igrao je od 1956. do 1962. godine. Odigrao je 19 utakmica.
S japanskom reprezentacijom Yoshio Furukawa je igrao na Olimpijskim igrama 1956.

## Statistika
| Japan  | Japan | Japan |
| Godina | Nas.  | Gol.  |
| ------ | ----- | ----- |
| 1956.  | 3     | 0     |
| 1957.  | 0     | 0     |
| 1958.  | 3     | 0     |
| 1959.  | 10    | 0     |
| 1960.  | 0     | 0     |
| 1961.  | 1     | 0     |
| 1962.  | 2     | 0     |
| Ukupno | 19    | 0     |

## Vanjske poveznice
- National Football Teams
- Japan National Football Team Database